# 広池浩司
広池 浩司（ひろいけ こうじ、1973年8月29日 - ）は、埼玉県越谷市出身の元プロ野球選手（投手）、埼玉西武ライオンズ球団本部長。

## 来歴・人物

### プロ入り前
小学生時代に「西武ライオンズ友の会」会員として、足繁く西武ライオンズ球場で試合観戦した。
越谷リトルリーグで硬式野球を始める。リトルリーグ時代は投手であったが、中学校の野球部（軟式野球）とシニアリーグ（硬式野球）を掛け持ちしていたため、肩・肘を痛めてしまった。これが原因で、以降は投手として活躍することは無かった。その後立教高校（現・立教新座高校）から立教大学に進学。東京六大学リーグ通算88試合出場、309打数80安打、打率.259、4本塁打、35打点。。高校時代は全国大会出場経験皆無で鈴木一朗擁する愛工大名電や萩原誠擁する大阪桐蔭や上田佳範擁する松商学園や中村紀洋擁する府立渋谷との対戦機会恵まれなかった。
大学4年の秋、プロ入りを熱望しこの年のドラフトで指名を待っていたが、指名は無かった。同年11月4日神宮球場にて連盟結成70周年を記念して、自身含む東京六大学選抜対プロ野球東京六大学OB選抜の記念試合を挙行した。
卒業後は野球から離れ、就職の内定していた全日空に入社し入社式で総代に抜擢された。
入社後は羽田空港でカウンター業務を担当していたが、立教大学の主将や四番打者だった広池と同学年で東京六大学野球で争い同選抜チームとしてハワイ遠征では共に戦った中村豊_(野球)や野村克則や髙木大成や荒井修光などかつてのライバル達が自身の職場で声をかけたこともあり、「俺でもやれたんじゃないか」とプロ入りへの夢が再燃。入社2年目の1997年、スポーツ新聞で他球団と比較し年齢制限の緩い広島東洋カープや日本ハムファイターズの入団テスト実施の記事を目にし、自身の合格の可能性を考え投手として受験。一次試験（1日間）・二次試験（2日間）をパスした。広島では最終試験は秋季キャンプに参加する事が条件であったため、選手契約の保証がないまま全日空を退社。秋季キャンプで左腕投手としての実力を認められ入団テストには合格したが、編成の都合上同年のドラフト指名は見送られた。翌1998年は自費で練習生としドミニカ共和国のカープアカデミーに参加。8か月余りに及ぶ野球留学を経験したのち、同年のドラフト8位で広島東洋カープに入団した。

### 支配下選手時代
入団一年目1999年には開幕一軍メンバーに抜擢され、達川光男新監督や大下剛史ヘッドコーチや大野豊投手コーチの期待に応え開幕戦から活躍。
シーズン終盤の対阪神タイガース戦で同じ即戦力新人部坂俊之からプロ入り初打席初本塁打を記録した。
達川監督最終年の2000年5月23日福山市民球場でのヤクルトスワローズとの主催試合で7回表2死で先発ネイサン・ミンチー降板で相手先発石井一久の代打稲葉篤紀から奪三振記録。
2003年は同じ埼玉県出身の木下富雄二軍監督の期待に応えウェスタンリーグ最多勝獲得し広島二軍の前期最高勝率や年間最高勝率や優勝決定戦進出に貢献し、由宇球場での後期最高勝率の阪神二軍との優勝決定戦では先発起用されたが早川健一郎に先制2ラン浴びて敗戦。
2004年は19試合の登板ながら初の防御率2点台を記録。同年の2敗は8月11日と25日のヤクルト相手の先発登板。両試合共にフルイニング出場の11日7番25日8番城石憲之は全て凡退させた。
山本浩二監督最終年の2005年4月7日の対阪神タイガース戦では、内野安打を放って出塁すると、ヘッドスライディングで二塁への盗塁に成功。4月29日の対読売ジャイアンツ戦では清原和博に通算500号となる本塁打を被弾したが、ヒーローインタビューで清原は「広池投手は先日もヘッドスライディングをしたり、闘志のある投手だと思っていたので最後絶対にツーナッシングから速い球で勝負してくると思った。広池投手から打てて本当にうれしい」とコメントした。同年は41試合に登板したが、防御率8.06と極度の不振だった。
マーティ・ブラウン新監督の2006年には谷間の先発からセットアッパー、敗戦処理まであらゆる場面で登板し、一年を通して一軍に帯同した。6月8日グリーンスタジアム神戸でのオリックス・バファローズとのセ・パ交流戦で相手先発は同日が33歳誕生日川越英隆だが広池は3番手登板しホールド記録し勝利に貢献。投手コーチの清川栄治からは「困ったら広池」と言われるほど信頼が大きかった。しかし不安定な投球も多く、中継ぎとしては被安打が多いことも課題であった。
2009年は開幕前に肘の手術をし、そのリハビリのためプロ入り後初めて一軍での登板がなかった。
野村謙二郎新監督の2010年は2年ぶりに一軍登板を果たした。一軍復帰3度目の登板となった7月6日の対読売ジャイアンツ戦に3番手で登板するものの小笠原道大に適時打、アレックス・ラミレスに2点本塁打を浴び敗戦投手となりこれが現役最後の一軍登板となった。10月3日に戦力外通告を受け、球団からはフロント入りの要請もあったが、11月2日に自身のブログにて現役を引退し退団することを表明した。

### 引退後
広島球団からスタッフとして残留を求められたが固辞し、松田元オーナーの計らいで地元の埼玉県に戻り、2010年11月5日に西武の打撃投手となる。秋季キャンプからチームに合流した。昭和48年会のイベントで引退セレモニー開催され前出の小笠原から労いの花束贈呈。
2012年11月1日から、西武の育成担当兼副寮長に就任。2014年からはファームディレクター補佐兼ファーム編集室長を2年務め、2015年10月に球団本部チーム戦略ディレクターに就任。2019年からは、球団本部本部長補佐兼チーム戦略ディレクター兼メディカル・コンディショニングディレクターを務め渡辺久信GMを側近として支えた。2021年には球団本部副本部長、2022年は一軍ディレクターを兼務している。
2024年は球団副本部長兼編成統括を務めていたが、10月22日に球団より、球団本部長に就任する2025年1月1日付の人事異動が発表された。

## 選手としての特徴
主に左の中継ぎ投手として活躍したが、ローテーションの谷間で先発も務めるなど、ユーティリティな存在でもあった。高校・大学では外野手であったこともあり打撃や走塁もこなせ、使い減りしていない肩も魅力だった。
足も速く、2000年オフに行なわれた球団対抗リレーでは1走で出走し、各チームの俊足野手を抑え2着で次走に渡し、広島の優勝に貢献した。

## 詳細情報

### 年度別投手成績
| 年 度      | 球 団      | 登 板 | 先 発 | 完 投 | 完 封 | 無 四 球 | 勝 利 | 敗 戦 | セ 丨 ブ | ホ 丨 ル ド | 勝 率 | 打 者 | 投 球 回 | 被 安 打 | 被 本 塁 打 | 与 四 球 | 敬 遠 | 与 死 球 | 奪 三 振 | 暴 投 | ボ 丨 ク | 失 点 | 自 責 点 | 防 御 率 | W H I P |
| ---------- | ---------- | ----- | ----- | ----- | ----- | -------- | ----- | ----- | -------- | ----------- | ----- | ----- | -------- | -------- | ----------- | -------- | ----- | -------- | -------- | ----- | -------- | ----- | -------- | -------- | ------- |
| 1999       | 広島       | 17    | 0     | 0     | 0     | 0        | 0     | 0     | 0        | --          | ----  | 54    | 11.0     | 15       | 1           | 6        | 1     | 1        | 4        | 1     | 0        | 7     | 7        | 5.73     | 1.91    |
| 2000       | 広島       | 26    | 0     | 0     | 0     | 0        | 0     | 1     | 0        | --          | .000  | 102   | 18.1     | 33       | 3           | 14       | 0     | 0        | 14       | 2     | 0        | 17    | 17       | 8.35     | 2.56    |
| 2001       | 広島       | 6     | 0     | 0     | 0     | 0        | 0     | 0     | 0        | --          | ----  | 16    | 2.1      | 7        | 0           | 3        | 0     | 0        | 0        | 3     | 0        | 3     | 3        | 11.57    | 4.29    |
| 2002       | 広島       | 42    | 0     | 0     | 0     | 0        | 1     | 0     | 0        | --          | 1.000 | 198   | 45.1     | 47       | 5           | 21       | 1     | 1        | 32       | 2     | 0        | 24    | 23       | 4.57     | 1.50    |
| 2003       | 広島       | 5     | 3     | 0     | 0     | 0        | 0     | 3     | 0        | --          | .000  | 76    | 15.0     | 23       | 4           | 10       | 0     | 0        | 10       | 2     | 0        | 19    | 16       | 9.60     | 2.20    |
| 2004       | 広島       | 19    | 2     | 0     | 0     | 0        | 2     | 2     | 1        | --          | .500  | 151   | 35.0     | 32       | 2           | 10       | 0     | 1        | 24       | 2     | 0        | 13    | 10       | 2.57     | 1.20    |
| 2005       | 広島       | 41    | 0     | 0     | 0     | 0        | 0     | 1     | 0        | 9           | .000  | 223   | 41.1     | 69       | 9           | 26       | 0     | 2        | 33       | 3     | 0        | 52    | 37       | 8.06     | 2.30    |
| 2006       | 広島       | 47    | 4     | 0     | 0     | 0        | 4     | 2     | 0        | 9           | .667  | 258   | 59.0     | 64       | 4           | 18       | 4     | 2        | 35       | 3     | 0        | 27    | 21       | 3.20     | 1.39    |
| 2007       | 広島       | 32    | 0     | 0     | 0     | 0        | 2     | 2     | 0        | 7           | .500  | 131   | 27.1     | 40       | 6           | 10       | 1     | 1        | 19       | 0     | 0        | 22    | 19       | 6.26     | 1.83    |
| 2008       | 広島       | 10    | 0     | 0     | 0     | 0        | 0     | 0     | 0        | 0           | ----  | 55    | 12.1     | 13       | 2           | 6        | 0     | 1        | 10       | 1     | 0        | 7     | 7        | 5.11     | 1.54    |
| 2010       | 広島       | 3     | 0     | 0     | 0     | 0        | 0     | 1     | 0        | 0           | .000  | 6     | 1.0      | 3        | 1           | 0        | 0     | 0        | 0        | 1     | 0        | 3     | 3        | 27.00    | 3.00    |
| 通算：11年 | 通算：11年 | 248   | 9     | 0     | 0     | 0        | 9     | 12    | 1        | 25          | .429  | 1270  | 268.0    | 346      | 37          | 124      | 7     | 9        | 181      | 20    | 0        | 194   | 163      | 5.47     | 1.75    |

### 記録
投手成績
- 初登板：1999年4月2日、対中日ドラゴンズ1回戦（ナゴヤドーム）、7回裏に2番手で救援登板、1/3回無失点
- 初奪三振：同上、7回裏に落合英二から空振り三振
- 初勝利：2002年4月14日、対ヤクルトスワローズ6回戦（広島市民球場）、5回表に2番手で救援登板、1回2/3を無失点
- 初先発：2003年5月10日、対ヤクルトスワローズ7回戦（広島市民球場）、6回3失点
- 初セーブ：2004年10月3日、対阪神タイガース27回戦（広島市民球場）、7回表に2番手で救援登板・完了、3回無失点
- 初ホールド：2005年4月2日、対読売ジャイアンツ2回戦（東京ドーム）、6回裏に2番手で救援登板、3回無失点

打撃成績
- 初打席・初安打・初本塁打・初打点：1999年9月29日、対阪神タイガース25回戦（広島市民球場）、5回裏に部坂俊之から左越ソロ　※史上40人目の初打席初本塁打（投手史上6人目）
- 初盗塁：2005年4月7日、対阪神タイガース3回戦（広島市民球場）、8回裏に二盗（投手：ジェフ・ウィリアムス、捕手：矢野輝弘）

### 背番号
- 68 （1999年 - 2004年）
- 28 （2005年 - 2010年）
- 06 （2011年 - 2012年）

## 関連情報

### 著書
- 入団への道 夢をつかむまでの軌跡（2010年3月：ザメディアジョン） ISBN 9784862501325